# Algebra elementare
L'algebra elementare è la branca della matematica che studia il calcolo letterale, cioè studia i monomi e i polinomi ed estende ad essi le operazioni aritmetiche, dette in questo contesto operazioni algebriche.
Ciò è di grande utilità perché:
- consente la formulazione generale di leggi aritmetiche (come {\displaystyle a+b=b+a} per ogni {\displaystyle a} e {\displaystyle b}), e quindi è il primo passo per un'esplorazione sistematica delle proprietà del sistema dei numeri reali;
- consente di riferirsi a numeri incogniti e quindi di formulare delle equazioni e di sviluppare tecniche per risolverle (per esempio: "trova un numero {\displaystyle x} tale che {\displaystyle 3\cdot x+2=10});
- consente la formulazione di relazioni funzionali (come la seguente: "se si vendono {\displaystyle x} biglietti, allora il profitto sarà {\displaystyle 10x-5} euro").

Un'espressione algebrica può contenere numeri, variabili ed operazioni aritmetiche; esempi sono {\displaystyle a+3} e {\displaystyle x^{2}-3}.
Un'equazione è una proposizione aperta, contenente un'uguaglianza, che può essere vera o falsa in funzione del valore attribuito alle variabili incognite in essa presenti. Alcune equazioni sono vere per ogni valore delle incognite (per esempio {\displaystyle a+(b+c)=(a+b)+c}); esse sono conosciute come identità. Altre equazioni contengono dei simboli per le variabili incognite e siamo quindi interessati a trovare quei particolari valori che rendono vera l'uguaglianza, cioè rendono il primo membro uguale al secondo: {\displaystyle x^{2}-1=4}. Essi sono detti soluzioni dell'equazione.

## Esempi di equazioni
Le equazioni più semplici da risolvere sono quelle lineari (cioè di grado 1), come
{\displaystyle 2x+3=10.}
La tecnica fondamentale è quella di sommare, sottrarre, moltiplicare o dividere entrambi i membri di un'equazione per lo stesso numero, e, ripetendo più volte questo processo, arrivare ad esprimere direttamente il valore della {\displaystyle x}. Nell'esempio precedente, se si sottrae 3 da entrambi i membri, si ottiene
{\displaystyle 2x=7}
e dividendo entrambi i membri per 2, si ottiene la soluzione
{\displaystyle x={\frac {7}{2}}.}
Equazioni come
{\displaystyle x^{2}+3x=5}
sono note come equazioni quadratiche e per esse esiste una semplice formula risolutiva per trovare tutte le soluzioni.
Espressioni o affermazioni possono contenere molte variabili, da cui potrebbe essere possibile o impossibile ricavare il valore di alcune variabili. Per esempio:
{\displaystyle (x-1)^{2}=0y.}
Dopo alcuni semplici passaggi algebrici, possiamo dedurre che {\displaystyle x=1,} ma non possiamo dedurre quale sia il valore di {\displaystyle y.} Comunque, se noi avessimo avuto un'altra equazione nelle incognite {\displaystyle x} e {\displaystyle y,} avremmo potuto ottenere la risposta tramite un sistema di equazioni. Per esempio:
{\displaystyle {\begin{cases}4x+2y=14\\2x-y=1\end{cases}}}
Ora, moltiplichiamo la seconda per 2, ottenendo le seguenti espressioni:
{\displaystyle {\begin{cases}4x+2y=14\\4x-2y=2\end{cases}}}
Poiché abbiamo moltiplicato l'intera equazione per 2 (ossia entrambi i membri), abbiamo in realtà ottenuto un'affermazione equivalente. Ora possiamo combinare le due equazioni, sommando membro a membro:
{\displaystyle 8x=16.}
In questo modo abbiamo ottenuto un'equazione in una sola incognita, che possiamo facilmente risolvere dividendo per 8 e ottenendo {\displaystyle x=2.}
Ora scegliamo una delle due equazioni di partenza.
{\displaystyle 4x+2y=14.}
Sostituiamo 2 al posto di {\displaystyle x}:
{\displaystyle 4(2)+2y=14.}
Semplifichiamo
{\displaystyle 8+2y=14,}
{\displaystyle 2y=6.}
E risolviamo per {\displaystyle y,} ottenendo 3. La soluzione di questo sistema di equazioni è {\displaystyle x=2} e {\displaystyle y=3,} ossia la coppia {\displaystyle (2,3).}

## Leggi di algebra elementare (su un campo)
- L'addizione è un'operazione commutativa.
  - La sottrazione è l'operazione inversa dell'addizione.
  - Sottrarre equivale ad aggiungere l'opposto:

{\displaystyle a-b=a+(-b).}
- La moltiplicazione è un'operazione commutativa.
  - La divisione è l'operazione inversa della moltiplicazione.
  - Dividere è lo stesso che moltiplicare per il reciproco:

{\displaystyle {a \over b}=a\left({1 \over b}\right).}
- Se {\displaystyle ab=0,} allora {\displaystyle a=0} o {\displaystyle b=0} (legge di annullamento del prodotto).
- L'elevamento a potenza non è un'operazione commutativa.
  - L'elevamento a potenza ha due operazioni inverse: il logaritmo e la radice.
    - Esempi: se {\displaystyle 3^{x}=10} allora {\displaystyle x=\log _{3}10}. Se {\displaystyle x^{2}=10,} allora {\displaystyle x=10^{1/2}}.

  - La radice quadrata di -1 è i.
- La proprietà distributiva della moltiplicazione rispetto all'addizione: {\displaystyle c(a+b)=ca+cb}.
- La proprietà distributiva dell'esponenziazione rispetto alla divisione: {\displaystyle (ab)^{c}=a^{c}b^{c}}.
- Come combinare gli esponenti: {\displaystyle a^{b}a^{c}=a^{b+c}.}
- Se {\displaystyle a=b} e {\displaystyle b=c,} allora {\displaystyle a=c} (proprietà transitiva dell'uguaglianza).[1]
- {\displaystyle a=a} (proprietà riflessiva dell'uguaglianza).
- Se {\displaystyle a=b,} allora {\displaystyle b=a} (proprietà simmetrica dell'uguaglianza).
- Se {\displaystyle a=b} e {\displaystyle c=d,} allora {\displaystyle a+c=b+d}.
  - Se {\displaystyle a=b,} allora {\displaystyle a+c=b+c} per ogni {\displaystyle c,} per via della riflessività dell'uguaglianza.
- Se {\displaystyle a=b} e {\displaystyle c=d,} allora {\displaystyle ac} = {\displaystyle bd}.
  - Se {\displaystyle a=b,} allora {\displaystyle ac=bc} per ogni {\displaystyle c} per via della riflessività dell'uguaglianza.
- Se due simboli sono uguali, allora uno può essere sostituito con l'altro.
- Se {\displaystyle a>b} e {\displaystyle b>c,} allora {\displaystyle a>c} (transitività della disuguaglianza).
- Se {\displaystyle a>b,} allora {\displaystyle a+c>b+c} per ogni {\displaystyle c.}
- Se {\displaystyle a>b} e {\displaystyle c>0,} allora {\displaystyle ac>bc}.
- Se {\displaystyle a>b} e {\displaystyle c<0,} allora {\displaystyle ac<bc}.